# Désirabilité sociale
En sciences sociales, la désirabilité sociale est un biais qui consiste à vouloir se présenter sous un jour favorable à ses interlocuteurs. Ce processus peut s'exercer de façon implicite, sans qu'on en ait conscience, ou, au contraire, être le résultat d'une volonté consciente de manipuler son image aux yeux des autres ou de ne pas être stigmatisé socialement, d'être conforme aux attentes sociales.

## Définition
Le terme « désirabilité sociale » peut être compris de deux manières différentes mais qui sont tout de même reliées. D’un côté, il désigne l’adéquation de pensées (croyances, opinions, jugements, ..) ou de comportements avec les normes sociales en vigueur dans un contexte social ou culturel donné. Ainsi, dans un contexte socio-politico-culturel particulier, sont définis, implicitement et explicitement, comme socialement désirables certaines pensées et comportements, avec lesquels les individus doivent être en accord afin d'être appréciés par autrui et ainsi pouvoir faire partie intégrante de ce contexte-là. De l’autre côté, le terme « désirabilité sociale » décrit également la tendance des individus à donner des réponses socialement désirables lorsqu’ils répondent à des enquêtes ou à des tests de personnalité. Cette préférence pour les réponses socialement désirables, appelée « biais de désirabilité sociale », peut se faire au détriment de l’expression sincère des opinions et croyances personnelles, ce qui a pour conséquence de réduire la validité des conclusions tirées sur la base des réponses des individus.
Le biais de désirabilité sociale est l'objet d'étude principalement de la psychométrie et de la psychologie sociale. Elle peut être le reflet d’un trait stable concernant certains types de personnalité. En effet, en fonction du type de personnalité, le sujet peut manifester une tendance plus ou moins prononcée vers des attitudes et des comportements qui plaisent aux autres. Mais cela peut être aussi une manifestation temporelle liée à un contexte social particulier, dans lequel la personne ressent comme important d'être appréciée par autrui (par ex., enquête sur les opinions politiques, entretien d'embauche).

## Origines
Les études sur le biais de désirabilité sociale ont vu le jour au cours de recherches portant sur le Minnesota Multiphasic Personality Inventory (MMPI), un test psychométrique standardisé développé en 1939 par Starke R. Hathaway et J. C. McKinley de la faculté de l’Université du Minnesota. Cet inventaire destiné au criblage des cas pathologiques, est un des meilleurs outils de mesure de la psychopathologie et de la structure de la personnalité adulte.
On retrouve la notion de désirabilité sociale dans la littérature scientifique dès 1953, dans un article des psychologues Allen L. Edwards et Paul Horst, comme variable à prendre en compte dans les études avec la méthodologie Q. Elle y est présentée comme "contaminant les réponses aux inventaires ou questionnaires de personnalité, et dont l'effet de contamination dépasse le cadre de la technique Q elle-même."

## Autoduperie et hétéroduperie
Initialement, le concept de désirabilité sociale faisait référence au biais impactant l’évaluation de la personnalité lors de questionnaires autodescriptifs (Edwards et Horst, 1953). Pouvant être également considérée comme un trait de personnalité à part entière, la désirabilité sociale déterminerait les positions et orientations d’une personne envers des normes sociales. Deux notions issues de cette seconde définition illustrent ce processus : l’autoduperie et hétéroduperie. 
L’autoduperie fait référence au fait de se décrire soi-même honnêtement, mais en n’échappant pas au biais positif. Quant à l’hétéroduperie, elle décrit le fait de renvoyer à l’autre une image positive de soi (Paulhus, 1986).
La première renvoie au désir de se plaire à soi et la seconde, au désir de plaire à autrui. Tournois, Mesnil, et Kop (2000) estiment que l’autoduperie contribue à « l’adaptation et à l’équilibre psychologique général ». Autrement dit, celle-ci « conduit à la qualité de vie et au sentiment d’auto-efficacité via l’estime de soi. L’hétéroduperie participe également à l’équilibre psychologique, mais différemment, en direction de la qualité de vie, l’association avec l’estime de soi conduisant au sentiment d’auto-efficacité».

## Prise en compte en recherche
Ce concept est particulièrement pris au sérieux en méthodologie, car la façon dont la question d'une enquête ou d'un sondage d'opinion est posée, ou encore que les choix de réponse sont formulées, peut induire un biais dommageable quant aux résultats; les gens préfèrent souvent donner une bonne image d'eux-mêmes et cacher ce qui peut être plus « inavouable » ou paraître déviant. « La littérature établit que l’impact de la désirabilité sociale des réponses varie en fonction des modes d’enquête, notamment du degré d’anonymat dans lequel elles se déroulent. La présence de l’enquêteur tend ainsi à augmenter le risque et l’intensité de l’effet de désirabilité par rapport à une enquête auto–administrée ou à un dispositif garantissant l’ignorance par l’enquêteur du contenu des réponses (Holbrook and Krosnick, 2010 ; Tourangeau et Yan, 2007) ».
Pour les questions les plus sensibles à ce biais, il est possible d'en tenir compte et d'adapter la collecte de données, par exemple en rendant l'entrevue plus confortable, soit en favorisant le face-à-face, ou au contraire, en favorisant une distance, en usant du téléphone ou d'un sondage en ligne.

### Exemples
Dans une enquête française réalisée entre 2014 et 2016, via un questionnaire administré en face-à-face où des questions ont été posées concernant une allocation fictive (inventée par les chercheurs), « 12% des enquêtés déclarent avoir déjà entendu parler de la prestation fictive ». Les résultats indiquent, selon les analystes, la présence du « paradoxe de l’expert », un phénomène qui se manifeste plus particulièrement chez les personnes à fort capital scolaire, étant plus sensibles à la nécessité de faire démonstration de leurs compétences sociales.

## Mesures de la désirabilité sociale
Il faudra attendre 1984 pour que le professeur et chercheur en psychologie Delroy L.Paulhus mette au point le Balanced Inventory of Desirable Responding (BIDR), (Paulhus, 1984, 1991). Il s’agit d’un des questionnaires les plus usités dans le cadre de l’étude la désirabilité sociale. A l’aide de ses deux échelles de vingt énoncés il permet de mesurer deux phénomènes explicités plus haut : l’autoduperie et l’hétéroduperie.
Concernant l’évaluation psychométrique de ces deux échelles, les variantes anglophones de Paulhus (1984, 1991) et francophones de Cournoyer et Sabourin (1991) semblent être les plus fiables, contrairement aux recherches ayant recours à plusieurs questionnaires qui semblent générer un nombre supérieur de valeurs manquantes ainsi qu’un taux supérieur de refus (Stanton, Sinar, Balzer, & Smith, 2002).
Une autre échelle est également utilisée dans le cadre de la désirabilité sociale, il s'agit de l'échelle psychométrique de Marlowe-Crowne offre une mesure de la désirabilité sociable.
Ces échelles mesurent "la tendance des individus à fournir des réponses socialement désirables, l’une des plus répandues étant l’utilisation d’échelles de désirabilité sociale".

## Outils de résolution
Afin de remédier au phénomène de désirabilité sociale, divers outils sont proposés par l'animateur, que ce soit lors des groupes de discussions ou lors d'entrevues individuelles.
1. Une introduction prônant la liberté d'opinion[6]: le principe étant que l'animateur rassure les participants dès le début et les invite à s'exprimer librement et naturellement sans barrière et peur du regard d'autrui et ce, même si son opinion reste minoritaire.
2. Le préambule déculpabilisant: l'animateur se doit de montrer au participant que la situation à laquelle il fait face est tout à fait normale, surtout lorsqu'il s'agit d'un sujet sensible comme l'addiction, par exemple. Retirer ce sentiment de culpabilité tendra à résoudre le problème de désirabilité sociale.
3. Le questionnaire individuel: rempli au préalable, il permettra de réduire l'influence que peut avoir une opinion exprimée à voix haute sur l'opinion des autres. Ainsi l'expression de l'opinion sera plus sincère et non empreinte d'une volonté de plaire aux autres.
4. Les techniques projectives: les participants s'expriment sur une situation extérieure et neutre ou encore en jouant un rôle, et donc il y a moins de frein à leurs opinions. L'animateur peut alors analyser l'opinion de son côté émotionnel au lieu du côté rationnel.

## Distinction entre désirabilité sociale et désirabilité individuelle; désirabilité sociale et utilité sociale
La désirabilité sociale est à différencier de la désirabilité individuelle. Cette dernière correspond aux motivations et aux affects personnels particuliers qu'un sujet peut ressentir à l'égard d'une autre personne ou d'un objet.
Ainsi, certains comportements sociaux (aider autrui, être poli) qui peuvent être considérés comme désirables socialement, peuvent, en même temps, ne pas être supportés par un sujet en particulier, pour des raisons propres en lien, par exemple, de son histoire personnelle.
D'un autre côté, un certain nombre d'études (Cambon, 2006; Alliot et al., 2005 ; Cambon, Djouary & Beauvois, 2006 ; Devos-Comby & Devos, 2000 ; Dubois & Beauvois, 2005 ; Cambon, 2004 ; Le Barbanchon & Milhabet, 2005 ; Testé & Simon, 2005) mettent en évidence la distinction entre deux dimensions évaluatives de la structure des descriptions psychologiques: la désirabilité sociale mesure la valeur affective des personnes, alors que l'utilité sociale mesure la valeur financière.
Pour Beauvois (1995, 2003 ; Dubois & Beauvois, 2001 ; Pansu & Beauvois, 2004) la valeur d’un sujet prend sens uniquement dans les relations interpersonnelles ou les rapports sociaux.
Cette valeur sociale pourrait être mesurée sous deux formes. La première, la désirabilité sociale, se définit comme « l’adéquation des comportements observés ou anticipés d’une personne aux motivations ou aux affects appréciés par le collectif » (Pansu & Beauvois, 2004, p. 171). Cette composante de la valeur renvoie à la connaissance que les gens ont de ce qui est considéré comme désirable (c’est-à-dire chargé d’affects ou correspondant à des motivations) dans un groupe social donné.
Le second registre de la valeur que distingue Beauvois (1995) est l'utilité sociale. Celle-ci relève de l’optimalité sociale, c'est-à-dire la valeur que l'on attribue à une personne en fonction de l'adéquation de ses pensées et de ses comportements à certaines options fondamentales du fonctionnement social. Elle parle des chances de succès ou d’échec d’une personne dans la société dans laquelle elle vit, en fonction de leur adaptation et de leur adhésion aux exigences du fonctionnement social. Le terme d’utilité est à entendre ici dans une acception quasi-économique (la « valeur marchande » d’une personne).
En synthèse, la conception de Beauvois (1995) propose donc que les traits puissent communiquer à la fois la cote d’amour (la désirabilité sociale : chaleureux, agréable) et la valeur marchande (l’utilité sociale : efficace, ambitieux) qu’ont les personnes dans un collectif donné.